# 1849 en Lorraine
Chronologie de la Lorraine
- 1845
- 1846
- 1847
- 1848
- 1849
- 1850
- 1851
- 1852
- 1853

Cette page est une liste d'événements qui se sont produits durant l'année 1849 en Lorraine.

## Événements

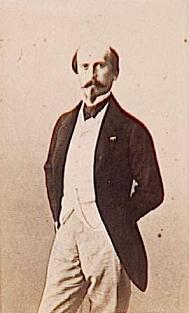
Napoléon Joseph Ney

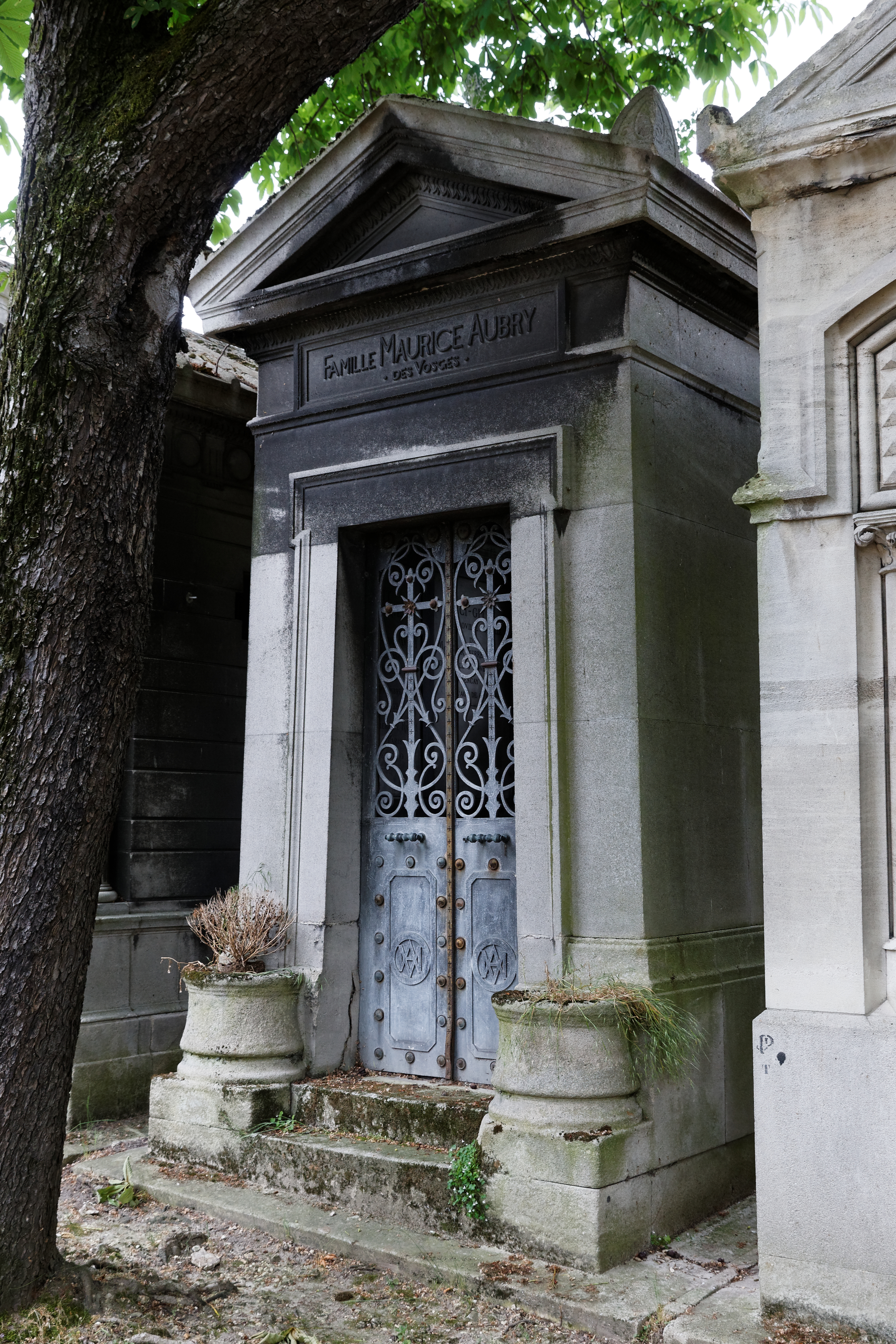
Tombe de Maurice Aubry au cimetière du Père-Lachaise.

- Début de la construction du Puits Sainte-Marthe à Stiring-Wendel. L'édifice achevé à 1852 est destiné à l'extraction du charbon. Il est classé aux Monuments Historiques[1].
- Seconde épidémie de Choléra en Lorraine, après celle de 1832[2].

- 13 Mai : sont élus députés du département de la Meurthe : Alphée Bourdon de Vatry, circonscription de Château-Salins; Maurice de Foblant, conservateur-monarchiste, il siégea à droite et vota régulièrement avec la majorité anti-républicaine; Jean-Baptiste Gérard, il siège à droite, avec la majorité monarchiste; Jules Alexandre Monet jusqu'en 1851, siégeant à droite avec les monarchistes; Lucien Salmon; Charles Urguet de Saint-Ouen siégeant au centre gauche jusqu'en 1851; Louis René Viard siégeant à droite jusqu'en 1859 et soutenant le Second Empire; Oscar d'Adelsward; Jules Alexandre Monet; Adrien Michaut et Charles Nicolas Fabvier
- Sont élus députés du département de la Meuse à l'Assemblée législative : Charles-Auguste Salmon; Jacques Raulin; Alexandre Simonot, siégeant à droite; Pierre Henri Étienne; Félix Chadenet et  Paulin Gillon.
- Sont élus députés de la Moselle :  Charles Paul du Coëtlosquet, siège à droite et vota avec la majorité monarchiste : pour l'expédition romaine, pour la loi du 31 mai portant restriction du suffrage universel, pour la loi Falloux-Parieu sur l'enseignement, etc.; Alfred de Faultrier , siégeant à droite de 1849 à 1851. Charles Loetitia de Ladoucette. Napoléon Joseph Ney, élu le 13 mai 1849, représentant par le département d'Eure-et-Loir[3] et par celui de la Moselle[4]. Précédemment, il avait été battu dans la Moselle à une élection partielle à l'Assemblée constituante du 26 novembre 1848[5]? I opta pour la Moselle et vota avec la droite pour toutes les lois répressives? Il soutint la politique de l'Élysée, applaudit au coup d'État du 2 décembre 1851, fut nommé membre de la Commission consultative et prit place au Sénat le 26 janvier 1852? Jusqu'à sa mort, survenue en 1857, il soutint de ses votes le gouvernement impérial. Louis de Salis-Haldenstein, député de 1849 à 1851, siégeant à droite avec les monarchistes. Pierre Sonis, député de 1849 à 1851, siégeant à droite avec les monarchistes.
- Sont élus députés des Vosges : Maurice Aubry, qui siège à droite jusqu'en 1851. Opposé au coup d’État du 2 décembre 1851, il quitte la vie politique pour fonder une banque, la Société des dépôts et comptes courants; Louis Buffet;  Victor Résal;  Louis Félix Dieudonné de Ravinel; Émile Perreau décédé en 1850, remplacé par Pierre Guilgot; Melchior Febvrel; Jean Houel; Pierre Forel et Pierre Antoine Huot de Goncourt.

### Presse écrite
- 13 janvier : premier numéro du tri-hebdomadaire de Metz :Le Républicain de la Moselle - politique, économie sociale, littérature, agriculture, industrie, commerce[6].

## Naissances

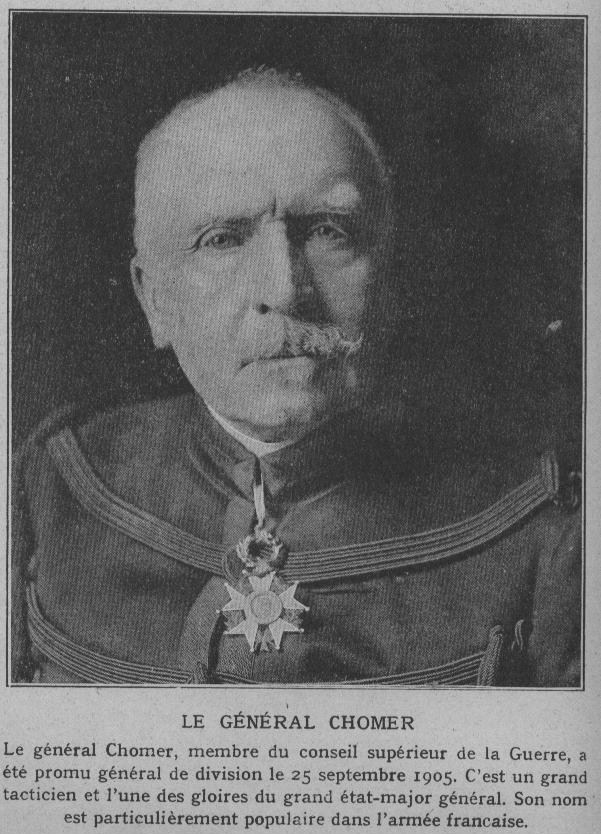
Nicolas Charles Chomer

- 13 janvier à Metz : Edmond Robert, homme politique français. Préfet de la IIIe République, il fut député de l'Oise de 1881 à 1885.
- 16 février à Nancy : Marie-Edmond Höner, mort à Paris le 13 septembre 1919, peintre, maître-verrier, illustrateur et lithographe français.
- 2 mars à Nancy : Louise de Goussaincourt de Gauvain, née Louise de Gauvain, morte le 17 octobre 1931 à Cannes, peintre et aquarelliste française.
- 8 mars à Sarreguemines : Henri Crémer, mort le 2 janvier 1938 à Sainte-Menehould, général de division français.
- 28 mars à Château-Salins : James Darmesteter, érudit du judaïsme, du zoroastrisme et de l'Avesta, et linguiste français du XIXe siècle, spécialiste du vieux-perse, mort à Maisons-Laffitte le 19 octobre 1894). Il a été professeur au Collège de France et à l'École pratique des hautes études.
- 5 avril à Metz : Alfred Frédéric Édouard Pistor, mort le 9 septembre 1932 à Souvigny, général français. Il fut ministre de la guerre du gouvernement tunisien.
- 10 avril à Metz : Nicolas Charles Chomer, mort au Chesnay le 22 mai 1915, général de division français, membre du Conseil Supérieur de la Guerre (8 novembre 1910).
- 21 avril à Épinal : Paul Oulmont, mort le 3 novembre 1917 à Paris, docteur en médecine et collectionneur français.
- 29 avril à Nancy : Méry Laurent, née Anne Rose Suzanne Louviot (décédée à Paris le 26 novembre 1900) est une demi-mondaine, muse de plusieurs artistes parisiens. Elle tient un salon littéraire, et y accueille Stéphane Mallarmé, Émile Zola,  Marcel Proust, François Coppée ou encore Henri Gervex, James Whistler ou Édouard Manet[7],[8].
- 26 mai à Choloy : Jules Larcher, mort à Nancy le 10 juin 1920[9], peintre français.
- 3 juillet à Nancy : René Blondlot, mort à Nancy le 24 novembre 1930, physicien français.
- 8 juillet à Saint-Dié-des-Vosges : Henri Rovel, mort le 1er août 1926 dans la même ville, peintre, compositeur et météorologue français.
- 16 juillet à Lunéville : Edmond Toussaint , décédé le 26 février 1931 à Paris, homme politique français.
- 22 août à Metz : Léon Jean Benjamin de Lamothe, ou Léon de Lamothe, général de division et géologue français.
- 23 août à Verdun : Louis Eugène Janvier de La Motte[10], homme politique français du XIXe siècle.
- 8 novembre à Verdun : Maxime Collignon, mort le 15 octobre 1917 à Paris, archéologue et historien de l'art du XIXe siècle.
- 14 novembre à Nancy : Edmond Dominique Hubert Ponel (décédé à Paris le 19 juillet 1923), explorateur français.
- 21 novembre à Plainfaing (Vosges) : Paul Marcillat est un homme politique français décédé le 12 octobre 1911 à Plainfaing.

## Décès
- 6 janvier à Longuyon : Théobald-Joseph-Gaspard, comte d'Hoffelize , né le 5 janvier 1765 à Nancy, officier général et homme politique français.
- 23 juillet à Vézelise : Dom Joseph Fréchard, né le 30 décembre 1765 à La Petite-Raon, prêtre réfractaire des Vosges qui entreprend par la suite une œuvre fondatrice pour généraliser l'éducation enfantine et former maîtres et maîtresses d'école, à partir du diocèse de Nancy jusqu'en 1830 et en particulier de sa paroisse de Colroy-la-Roche qu'il anime de 1808 jusqu'en 1822.
- 12 novembre à Nogent (Vosges) : Charles Urguet de Saint-Ouen est un homme politique français né le 18 juin 1800 à Boën-sur-Lignon (Loire).